# 이타쿠라정 (니가타현)
이타쿠라정(板倉町)은 니가타현 남서 나카쿠비키군에 위치했던 정이다. 조에쓰시로의 통근율은 24.2%, 아라이시로의 통근율은 20.7%(모두 2000년 인구조사).2005년 1월 1일에 조에쓰시에 편입해 정역은 지역 자치구 「이타쿠라 구」가 되었다

## 역사
- 1889년 4월 1일 - 정촌제 시행과 함께 나카쿠비키군 이타쿠라촌이 성립하였다.
- 1901년 11월 1일 - 나카칸바라군 도요하라촌, 네고시촌, 미카무리촌과 합병해 이타쿠라촌이 신설되었다.
- 1956년 4월 1일 - 나카칸바라군 데라노촌을 편입하였다.
- 1958년 1월 1일 - 정으로 승격해 이타쿠라정이 되었다.
- 2005년 1월 1일 - 조에쓰시에 편입되어 정역은 지역 자치구 「이타쿠라구」가 되었다.

## 행정
- 다키자와 준이치 (瀧澤 純一)